# Роми у Србији
Роми у Србији су грађани Србије ромске етничке припадности. На српском језичком простору, народно традиционално су називани и као Цигани, мада се ово име у савременом дискурсу сматра пејоративним.
Током Другог светског рата у Југославији су, уз Србе и Јевреје, били жртве нациста.

## Институције
Прво представништво Европског ромског института за уметност и културу (ERIAC) и ново седиште Фонда за образовање Рома (REF) налазе се у Београду у Улици Мајке Јевросиме 51. Национални савет ромске националне мањине ,Обилићев венац 2, Београд
Музеј ромске културе у Београду је први ромски музеј у југоисточној Европи.

## Историја
Први Роми се насељавају на подручје данашње Војводине за време Османског царства у 16. веку. За време турске власти Роми су углавном живели у градовима, али и у селима, обично у одвојеним насељима званим „циган-мала“. Углавном су били ковачи, градитељи јасли и музичари.
Велики број Рома се доселио на подручје Војводине у 17. и 18. веку, када су хабсбуршке власти издале неколико докумената у вези са Ромима (1761, 1767 и 1783). За време револуција 1848, Роми су били на српској страни.
Током Другог светског рата, Роми су, заједно са Јеврејима, били прогоњени од стране Сила Осовине, тако да су многи Роми учествовали у антифашистичкој борби против окупатора.

## Распрострањеност
- 2011: 147.604
- 2022: 131.936[6]

Према попису из 2011. године, у Војводини живи 42.391 Рома и чине 2,19% становништва. Просечне су старости од 26 година. Највећа концентрација је у општинама Нова Црња (6,83%), Беочин (6,51%) и Нови Кнежевац (5,04%).
У Војводини нема насеља (градова, села) са ромском већином, али постоје градске четврти и предграђа у којима су становници углавном Роми: 
- Бангладеш, ромско предграђе Новог Сада.
- Депресија, ромска четврт у Новом Саду.
- Шангај, ромска четврт у Новом Саду.
- Велики Рит, ромска четврт у Новом Саду.
- Мали Лондон, ромска четврт у Панчеву.

## Језик
Ромски језик није службени језик у АП Војводини, али се учи у неким школама. Ромски језик се у школској 2014/2015. години учи у 42 школе у Војводини. РТВ Војводина емитује дневни програм на ромском језику, но постоји такође неколико других медија на ромском језику.

## Обичаји Рома у пиротском крају

### Склапање брака
Када родитељи реше да жене сина, они одаберу девојку која им се свиђа и онда отац момков иде у кућу девојке код њених родитеља и уговара женидбу. То обавља понекад и наводаџија уместо момковог оца. Обично би момков отац започињао разговор о нечем другом и у неко време напоменуо би да је дошао због њихове девојке, јер и он има момка за женидбу, па ако су вољни да се опријатеље и да се њихова ћерка уда за њиховог сина. Ако родитељи девојчини пристану, што је чест случај, онда одмах уговарају прошевину, коју обављају у било који дан у недељи, и на коју иду десетак њих у вечерњим или поподневним часовима. У младиној кући се уз пиће договарају о дану свадбе и осталим пословима око свадбе. По договору свекар купује младој златан прстен, затим папуче, огрлицу, хаљине, димије, минђуше и остало шта је потребно за сва три дана трајања свадбе, а то је обично петак, субота и недеља, а некада свадба почиње и у четвртак. За све то време, од прошевине до свадбе, младожења и млада се виђају и посећују, али не смеју да спавају заједно. У петак ујутру, када почиње свадба, свекрва са музиком долази у младину кућу и доноси младој накит и разне ђаконије и посластице. Са свекрвом буду ту још и доста од њене фамилије. Прију – свекрву дочекују са цвећем и девојачка мајка се том приликом изљуби са пријом и њеним родом, а уз то иде благосиљање: „Нека су нам жива и здрава деца, да нам дуго и дуго поживе!“ У исто време музика свира и свекрва поведе коло са младом, одиграју неколико кола, а онда је води у кућу на купање. И док се она купа, док је друге сређују и облаче шалваре које је свекрва донела, остали се веселе испред просторије где се купање обавља. После купања невесту нашминкају и покрију црвеном марамом. А када изађе тако опремљена, дочекује је свекрва и ставља јој накит који је донела. Млада служи присутне слаткишима. После тога одиграју Свекрвино коло и свекрва је отпрати мало из авлије, а затим се са родбином враћа у кућу и уз музику настаје опште весеље. У момковој кући се тек у вечерњим часовима окупља родбина и тако у оба дома буде весеље до касно у ноћ.
Сутрадан, у суботу, момак са родбином уз музику одлази младиној кући и са собом носи хаљину за тај дан и венчаницу за недељу. И док млада буде облачила ту хаљину, напољу свира непрестано музика. А кад је обуче, она излази, а момак је дочекује и почиње игра у колу коју играју сви присутни.
У недељу опет момак са сватовима и родбином одлази девојачкој кући. По обичају испред куће их чека организовано младина родбина кобајаги наоружана моткама и не дозвољава да пријатељи и младожења уђу у кућу док не обећају да ће за младу платити. После малог нећкања ови обећају да ће платити и тако улазе у двориште. Након тога младу обучену у венчану хаљину изводе браћа, и они не дају младу све док им се не плати.
После вечере, у неко време, по обичају, млади одлазе на спавање а сватови чекају да виде да ли је млада изашла "поштена", а понегде и старије жене прислушкују на вратима собе у којој су младенци. У току ноћи младожења позива свекрву да види каква јој је снајка. Свекрва том приликом обавештава прију и то се одмах разазна у целој махали. И ако је којим случајем "непоштена", млада се одмах враћа кући, због чега понекад долази и до туче.
Понекад се прећути ако тако каже младожења, понекад се и сама невеста снађе пре тога са неким сечивом, али обичај је одвајкада био код пиротских Рома да се каже истина, јер су веровали да ће им неистина донети касније невољу и зло.
Обичај је код Рома и да младожењин кум не присуствује свадби јер га он закуми након рођења детета, али зато присуствује очев кум ако га има и то само као гост.

### Василица
Василица је Нова година код Рома. Они је славе 14. јануара. Касније досељени Роми у Пироту зову Нову годину лачо ђиве – добар дан. На неколико дана пред Нову годину свака циганска породица купује живину: петлове, кокошке, ћуране итд. и то увек непаран број. На неколико дана раније у кући се све пречисти и обрише прашина, а уочи Нове године сви се укућани окупају и пресвуку у чисту одећу. Када буде већ касно ноћу, најстарији у кући заложи ватру, затим изађе пред кућу, узме живину коју има, па се окреће према истоку изговарајући благослов Господу. После овога покоље сву живину, коју затим уноси у кућу, буди све своје укућане, па је онда сви заједно черупају. Ако су то ћурке или гуске, одсеку им крила и изваде маст из њих, коју после користе за пржење и спремање јела. Ту ноћ и први дан Нове године Цигани зову пари рат – тешка ноћ. Пред зору кућни домаћин устане и умије се у дворишту. А при повратку у кућу каже укућанима: бахтало ту маро лачо ђиве – Срећан добар дан, а на то му укућани одговоре: таве састо – Да си здрав. После овог поздрава сви укућани излазе у двориште и умивају се а по повратку у кућу сви изговарају исто што и домаћин. За доручак обично се спрема изнутрица од живине, док се за ручак обавезно кува купус са месом од живине, а за вечеру се посебно спрема печење од живине као и пиће.

### Ђурђевдан
Ђурђевдан као празник славе сви Роми иако немају стоке да би се молили за њено здравље. То је један од највећих празника у Цигана, а слави се читава три дана. За Ђурђевдан се Цигани припремају много раније, ако не и целе године, када сваки домаћин штеди да би за тај дан набавио јагње, или њих неколико, све зависи од могућности породице. А славље почиње уочи празника. Већ после поноћи уочи Ђурђевдана сваки домаћин започиње припрему ложењем ватре и припремањем ражња за печење. И само клање јагњади је ритуално и то чини неко ко је вичан из комшилука или за то посебно позивају касапина. Када се јагње закоље, онда се мушкој деци – Циганчићима крвљу намаже чело да не би поболевала, односно за здравље. Јагње се ставља на ражањ да се пече. Све то се ради уз чашицу ракије, ту на лицу места, где се наздравља, седи и разговара. Коже од јагњади се продају, док се од изнутрице прави специјалитет чорба, а џигерице се скувају и тако спремљене посоле, побибере и ставе у тањир да би се послужиле комшије. Док то траје, честита један другоме празник и пожели здравље у кући. Рано ујутру, пре сунца, девојке и младићи одлазе на уранак на воду у месту Барје, где наберу цвеће, гранчице од врбе и друго биље и том приликом захватају воду са Расничке реке и других извора, њом прскају једни друге и тако се забављају и шале. Са њима обавезно пође и понеки музикант који успут свира, а младеж игра. Они на том месту исплету венчиће од цвећа па од њих касније ките своје ограде кућа.
Други дан славља циганске породице проводе у узајамном посећивању и одласку код родбине да честитају празник. Трећи дан славља започиње уранком домаћина породице.
Водило се рачуна, а и данас се исто, да јагњад за клање буду бела и по могућности рогата. Заклану јагњад за Ђурђевдан Роми називају „курбан“, односно то је у ствари приношење жртве за напредак и здравље у кући.

### Одлазак у војску
Одлазак у војску пиротски Роми прослављају скоро на истоветан начин као и остали суграђани. Данас пиротски Роми испраћај војника обележавају великим слављем. Поред родбине и комшија, ту су још и пријатељи војника. За тај дан се подижу шатре – вејници, тако да се на свечаном ручку нађе и по неколико стотина званица. Уз музику са озвучењем, уз богату трпезу јела и пића, остаје се и по два дана. Некада се на дар војнику – регруту носио поклон: сапун, пешкир или прибор за бријање и слично. Данас се војнику дају поклони у новцу и други врло вредни поклони, укључујући и веш и гардеробу. У овим приликама регрут сакупи доста новца, који му за време служења војног рока добро дође.

## Познате личности
- Ахмед Адемовић, трубач и херој Кумановске битке
- Рустем Сејдић, трубач Гвозденог пука
- Трифун Димић, ромолог и књижевник
- Јаника Балаж, познати музичар и тамбураш
- Божа Николић, фолк певач
- Дејан Османовић, фудбалер
- Предраг Лука, фудбалер
- Иван Ивановић Ђус, репер
- Февзија Јашаревић, виолинисткиња градског оркестра у Нишу
- Шабан Бајрамовић, певач[8]
- Фејат Сејдић
- Бобан Марковић
- Рустем Сејдић
- Ахмед Адемовић
- Јаника Балаж, мађ. Janika Balázs, музичар (тамбураш)
- Рајко Ђурић[9], писац и академик, бивши председник Уније Рома Србије
- Љиљана Петровић[8], певачица
- Вида Павловић
- Мухарем Сербезовски, певач
- Џеј Рамадановски, певач

## Галерија
- Српски Роми, око 1905. године
- Ромски свирачи у српском градићу, 1916.
- Ромска породица, Нови Београд